# Tom Bischof
Tom Bischof (Aschaffenburg, 28 juni 2005) is een Duits voetballer die doorgaans speelt als middenvelder. In juni 2025 verruilde hij 1899 Hoffenheim voor Bayern München. Bischof maakte in 2025 zijn debuut in het Duits voetbalelftal.

## Clubcarrière
Bischof speelde in de jeugd van TSV Amorbach en werd in zijn tiende levensjaar opgenomen in de opleiding van 1899 Hoffenheim. In januari 2022 tekende hij een contract tot medio 2025 bij de club. Zijn debuut in het eerste elftal maakte hij anderhalve maand later op 19 maart 2022, op bezoek bij Hertha BSC. Door doelpunten van Niklas Stark, Ishak Belfodil en Lucas Tousart ging het duel met 3–0 gewonnen. Bischof moest van coach Sebastian Hoeneß op de reservebank beginnen en hij viel in de zevenenzeventigste minuut in voor Georginio Rutter. Met zijn debuut werd hij de jongste speler van Hoffenheim in de Bundesliga. In oktober 2024 won hij de gouden Fritz Walter Medaille voor grootste talent onder 19 jaar.
Zijn eerste doelpunt in het eerste elftal maakte Bischof op 23 november 2024, toen hij met een treffer mede verantwoordelijk was voor een overwinning op RB Leipzig: 4–3. In de winterstop van het seizoen 2024/25 tekende de middenvelder, die een aflopende verbintenis had, een voorcontract bij Bayern München. Deze zou ingaan per 1 juli 2025 en voor vier seizoenen lopen. In verband met het WK voor clubs in de zomer besloot Bayern de middenvelder al eerder over te nemen. In juni 2025 werd zijn contract voor zo'n driehonderdduizend euro afgekocht.

## Clubstatistieken
| Seizoen | Club            | Competitie | Competitie | Competitie | Beker | Beker | Internationaal | Internationaal | Totaal | Totaal |
| Seizoen | Club            | Competitie | Wed.       | Dlp.       | Wed.  | Dlp.  | Wed.           | Dlp.           | Wed.   | Dlp.   |
| ------- | --------------- | ---------- | ---------- | ---------- | ----- | ----- | -------------- | -------------- | ------ | ------ |
| 2021/22 | 1899 Hoffenheim | Bundesliga | 1          | 0          | 0     | 0     | —              | —              | 1      | 0      |
| 2022/23 | 1899 Hoffenheim | Bundesliga | 11         | 0          | 3     | 0     | —              | —              | 14     | 0      |
| 2023/24 | 1899 Hoffenheim | Bundesliga | 13         | 0          | 1     | 0     | —              | —              | 14     | 0      |
| 2024/25 | 1899 Hoffenheim | Bundesliga | 31         | 5          | 2     | 0     | 8              | 1              | 41     | 6      |
| 2024/25 | Bayern München  | Bundesliga | 0          | 0          | 0     | 0     | 0              | 0              | 0      | 0      |
| Totaal  | Totaal          | Totaal     | 56         | 5          | 6     | 0     | 8              | 1              | 70     | 6      |

Bijgewerkt op 11 juni 2025.

## Interlandcarrière
Bischof maakte op 8 juni 2025 zijn debuut in het Duits voetbalelftal tijdens de wedstrijd om de derde plek in de UEFA Nations League 2024/25 tegen Frankrijk. Dit duel ging door doelpunten van Kylian Mbappé en Michael Olise met 0–2 verloren. Bischof moest van bondscoach Julian Nagelsmann op de reservebank beginnen en hij viel twintig minuten na rust in voor Leon Goretzka.
| Interlands van Tom Bischof voor Duitsland | Interlands van Tom Bischof voor Duitsland | Interlands van Tom Bischof voor Duitsland | Interlands van Tom Bischof voor Duitsland | Interlands van Tom Bischof voor Duitsland | Interlands van Tom Bischof voor Duitsland |
| №                                         | Datum                                     | Wedstrijd                                 | Uitslag                                   | Competitie                                | Goals                                     |
| Als speler bij 1899 Hoffenheim            | Als speler bij 1899 Hoffenheim            | Als speler bij 1899 Hoffenheim            | Als speler bij 1899 Hoffenheim            | Als speler bij 1899 Hoffenheim            | Als speler bij 1899 Hoffenheim            |
| ----------------------------------------- | ----------------------------------------- | ----------------------------------------- | ----------------------------------------- | ----------------------------------------- | ----------------------------------------- |
| 1                                         | 8 juni 2025                               | Duitsland – Frankrijk                     | 0 – 2                                     | Nations League 2024/25                    |                                           |

Bijgewerkt op 11 juni 2025.